# Heiner Schönecke

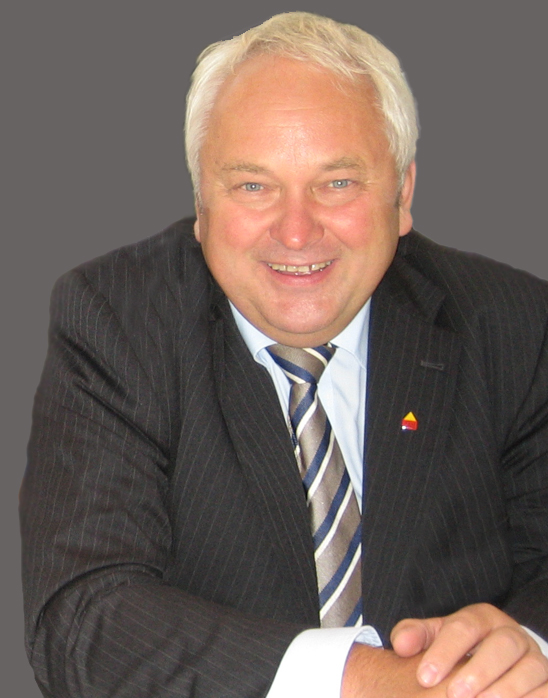
Heiner Schönecke, 2024

Heiner Schönecke (* 21. März 1946 in Elstorf, Landkreis Harburg, Gemeinde Neu Wulmstorf) ist ein deutscher Politiker (CDU). Er war von März 2003 bis November 2022 Mitglied des Niedersächsischen Landtags.

## Ausbildung und Beruf
Er besuchte die Schule in Buxtehude und machte danach eine Ausbildung zum Landwirt und Kaufmann. 1972 übernahm er den elterlichen Betrieb und baute diesen zu einem Direktvermarktungsbetrieb mit Filialen in Hamburg aus, welcher jetzt mit dem Namen „Schönecke“ ein Einzel- und Großhandelsunternehmen für unter anderem Geflügelfleisch ist. Seit 2011 war er als kaufmännischer Geschäftsführer bei der Ardestorfer Bioenergie GmbH beschäftigt.
Er ist verheiratet und hat drei Kinder.

## Politik
Heiner Schönecke von 1972 bis 1984 Vorsitzender des CDU-Ortsverbandes Neu Wulmstorf/Elstorf. Von 1976 bis 2006 war er Mitglied des Gemeinderates von Neu Wulmstorf, von 1984 bis 1996 als Vorsitzender der CDU-Fraktion. Von 1976 bis 2016 war Schönecke Mitglied im Kreistag des Landkreises Harburg, von 2006 bis 2016 zudem erster stellvertretender Landrat.
Von 2003 bis 2022 gehörte Schönecke dem Niedersächsischen Landtag an. Er wurde jeweils direkt im Wahlkreis Buchholz gewählt.
Nach der Landtagswahl 2017 eröffnete er als Alterspräsident die erste Sitzung des neuen Landtages. Als Schatzmeister gehörte er dem Vorstand der CDU-Landtagsfraktion an. Bei der Landtagswahl 2022 trat er nicht erneut an.
Am 18. März 2012 war Schönecke Mitglied der Bundesversammlung, die Joachim Gauck zum elften Präsidenten der Bundesrepublik Deutschland wählte.

## Weitere Funktionen
Schönecke war von 1968 bis 1972 Vorsitzender der Landjugend im Landkreis Harburg.
Von 1974 bis 2000 war er Mitglied des Aufsichtsrates einer Volksbank und von 2001 bis 2007 Vorsitzender des Aufsichtsrates der Wirtschaftsförderungsgesellschaft im Landkreis Harburg.
Seit 2010 ist er Mitglied des Aufsichtsrates und seit 2015 stellvertretender Aufsichtsratsvorsitzender des Versorgungsunternehmens EWE AG. 2014 bis 2022 war er Geschäftsführer des EWE-Verbandes.
Er ist seit 2000 Vorsitzender des Fördervereins Kiekeberg-Museum, seit 2003 Mitglied Stiftungsrat Kiekeberg, seit 2011 Mitglied des Kuratoriums der Bingostiftung und seit 2022 Mitglied Stiftungsrat Verdieck-Stiftung.
Seit 2012 ist er Mitglied des Stiftungsrates der „Zukunftswerkstatt Buchholz“. Dort lobt er alle zwei Jahre seit 2019 den Heiner-Schönecke-Preis für die beste MINT-Idee im Landkreis Harburg aus.
2024 wurde Schönecke das Bundesverdienstkreuz am Bande verliehen.